# Franciszek III Gonzaga
Franciszek III Gonzaga, właściwie: Francesco III Gonzaga (ur. 10 marca 1533 w Mantui, zm. 22 lutego 1550 tamże) – książę Mantui i markiz Montferratu w latach 1540–1550. 
Był najstarszym synem Fryderyka II i Małgorzaty Paleologiny. 22 października 1549 roku poślubił Katarzynę Habsburżankę (późniejszą królową Polski), córkę cesarza rzymskiego Ferdynanda I i Anny Jagiellonki.
Franciszek zmarł w 1550 roku w wieku prawie 17 lat. Prawdopodobnie utonął w jeziorze niedaleko Mantui lub zmarł na zapalenie płuc spowodowane wpadnięciem do zimnej wody jeziora (w środku zimy). Po jego śmierci Katarzyna powróciła do swojej ojczyzny, a trzy lata później poślubiła króla Polski, Zygmunta Augusta.
Następnym księciem Mantui i markizem Montferrat został młodszy brat Franciszka, Wilhelm I.